# Johann Georg Gmelin den äldre
Johann Georg Gmelin d.ä., född den 17 augusti 1674, död den 22 augusti 1728, var en tysk kemist och apotekare. 
Under åren 1699-1706 var han laborant hos Urban Hjärne på Laboratorium chymicum i Stockholm och därefter apotekare i Tübingen, där han även undervisade i kemi vid universitetet. Han är främst känd så som stamfar till lärdomssläkten Gmelin. De många professorer med namnet Gmelin som verkade vid universiteten i Göttingen, Heidelberg och Tübingen under perioden 1780-1860 var hans sonsöner och sonsonsöner.